# Брагадо
Брагадо (исп. Bragado) — город в Аргентине в провинции Буэнос-Айрес. Административный центр муниципалитета Брагадо.

## История
До обретения Аргентиной независимости река Рио-Саладо служила границей между землями, населёнными индейцами, и землями, на которых селились переселенцы из Европы. Однако эта граница не была мирной, и в 1846 по приказу аргентинского правительства к югу от Рио-Саладо был создан военный пост, под прикрытием которого стало расти поселение Санта-Роса-дель-Брагадо. 
В 1851 году здесь уже было столько жителей, что был создан муниципалитет Брагадо. В 1877 году сюда была проведена железнодорожная линия. Согласно переписи 1895 года, в муниципалитете проживало 15 040 человек. Бурный рост привёл к тому, что уже в 1908 году поселение Брагадо получило статус города.